# نادي روبن هود (سورينام)
نادي روبن هود الرياضي (بالهولندية: Sport Vereniging Robinhood) هو نادي سورينامي لكرة القدم مقرة في باراماريبو ويتنافس في SVB Eerste Divisie، أعلى مستوى لكرة القدم في سورينام. تأسس نادي روبن هود الرياضي في 6 فبراير 1945، وهو النادي الأكثر نجاحًا في كرة القدم السورينامية، بعد أن فاز بـ 24 لقبًا في الدوري، وسجل خمسة ألقاب من Beker van Surinames وكؤوس الرئيس. كان النادي أول فريق سورينامي يصل إلى نهائي بطولة أمريكا الشمالية، حيث وصل إلى نهائي كأس أبطال الكونكاكاف عام 1972. على الرغم من بلوغه خمس نهائيات لبطولة CONCACAF للأندية في تاريخه، إلا أن نادي روبن هود لم يفز بأي لقب قاري.
كانت غالبية نجاحات النادي خلال السبعينيات والثمانينات من القرن الماضي على يد المدرب رونالد كولف منذ فترة طويلة، الذي قاد النادي إلى 30 من 31 تكريمًا حصل عليها. بعد رحيل Kolf في عام 2003، وكثير الاستشهاد تراجعا في شكل Robinhood، كما فشل النادي في الفوز بأي بطولة كبرى منذ 2005، عندما حصل النادي ضعف مع العناوين Hoofdklasse وبيكر فان سورينام.
تم تعيين SV Robinhood من قبل IFFHS كواحد من عشرين ناديًا في القرن العشرين. الحصول على المركز الثالث في العاشر.
في عام 2014، هبط نادي روبن هود إلى "Eerste Klasse" الدرجة الثانية. كانت حملة 2014-2015 هي المرة الأولى التي يلعب فيها النادي خارج دوري الدرجة الأولى منذ عام 1948. بعد موسم واحد في Eerste Klasse ، فاز نادي روبن هود بمباريات الهبوط وتمت ترقيته مرة أخرى إلى Hoofdklasse.

## تاريخ

### المؤسسة

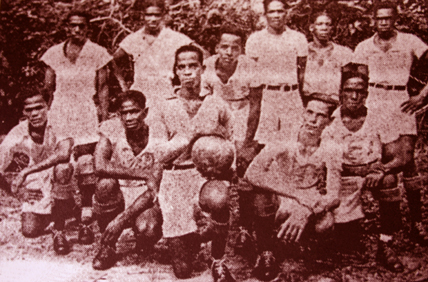
فريق SV Robinhood الأصلي في عام 1946 ، عندما لعبوا في الدرجة الثالثة Tweede Klasse.

تأسست شركة SV Robinhood بواسطة أنطون بليجد في 6 فبراير 1945. كان الغرض الأصلي من النادي هو إتاحة الفرصة للفتيان والرجال الأفقر الذين يعيشون في وسط باراماريبو للمشاركة في نشاط مجتمعي. الأصول المميزة لاسم "Robinhood" غير معروفة تمامًا، ولكن تم الإبلاغ عن أن رجلاً يُدعى J. Nelom اقترح تسمية النادي بهذا الاسم. شغل نيلوم، الذي أطلق على النادي في الأصل، منصب رئيس Robinhood ، على الرغم من أنه من غير المعروف السنوات التي ترأس فيها النادي.تأسست في عام 1945 كفريق ترفيهي، ودخلت Robinhood إلى الدرجة الثالثة من كرة القدم السورينامية في عام 1946، والتي كانت أول دوري حافي القدمين منظم لاتحاد كرة القدم السورينامي. في الأصل، على الرغم من النجاح المبكر في الرحلة الثالثة لكرة القدم السورينامية، مُنع النادي من الدخول إلى الدرجة الثانية، لأن الدرجة الثانية تطلب من اللاعبين ارتداء أحذية طويلة. في الموسم التالي، فاز Robinhood بلقب عام 1947 على SV Urania ، وفاز بالعشرات من الأحذية، مما سمح لهم بالمشاركة في Eerste Klasse. اكتسبت الجذور المتواضعة للنادي شعبية كبيرة في منطقة باراماريبو، وسرعان ما طورت قاعدة جماهيرية كبيرة، بالإضافة إلى موضوع Geen strijd و geen kroon والهولندي من أجل "No Fight، No Crown".
واصل النادي الصعود في رحلات كرة القدم السورينامية، ووصل في النهاية إلى Hoofdklasse ، أعلى دوري كرة قدم سورينامي، في عام 1949. بعد ثلاثة متتاليين في الفترة من 1950 إلى 1952، فاز النادي بأول لقب لهوفدكلاسي في عام 1953 بعد فوزه على ترانسفال، 5–0. يُذكر أن هذا الانتصار كان بداية تنافس مرير بين Robinhood و Transvaal ، حيث كان الاثنان يتنافسان على لقب النادي الأعلى في سورينام.
منذ أن فاز Robinhood بالترقية إلى موسم 1949 Hoofdklasse ، لم ينزل النادي أبدًا من دوري الدرجة الأولى لكرة القدم السورينامية.
في عام 1952، أصبح Robinhood بطل كرة القدم في سورينام. كان المدير جول جيرسي. خلال فترة تدريب هذا المدرب الماهر للغاية، فاز Robinhood بأربعة ألقاب للدوري في أعلى درجة مع العديد من اللاعبين النجوم بما في ذلك همفري مينالز وتشارلي مارباخ. Robinhood هو النادي الوحيد الذي حصل على العديد من الألقاب بعد اسمه وواحد من أكثر الأندية شهرة في سورينام. في تاريخه الـ 57 توج النادي 22 مرة منها 15 لقبا مع رونالد «رو» كولف كمدرب. كان Robinhood دائمًا أحد الأندية التقدمية في سورينام.
كانوا أول نادٍ (تم افتتاحه في 10 مايو 1953 بينما كان يدير النادي الراحل الطبيب دويلويجت). في 6 فبراير 1980 (عام الوجود الرابع والأربعون) افتتح Robinhood أحدث نادٍ (في ذلك الوقت) في verlengde Gemenelandsweg. كان الرئيس الطبيب البيطري روبي ليو جو. أيضًا في فترة العشر سنوات هذه، فازت Robinhood بلقب الدوري 9 مرات من أصل 10 مرات مهيمنة على كرة القدم في سورينام.
1976: أول رحلة إلى أوروبا
في عام 1976، سافر Robinhood إلى أوروبا لأول مرة، وجدول مباريات في هولندا ضد أندية الدوري الهولندي أياكس، وفينورد، وإن إي سي، ودين هاج، وإلينكويك، وإتش إف سي هارلم. أصبح Robinhood أول نادٍ منذ ترانسفال يقوم بالرحلة فوق البركة، حيث أنهى الفريق بانتصارين وتعادلين وخسارتين إجمالاً.
تأسست في عام 1945 كفريق ترفيهي، ودخلت Robinhood إلى Tweede Klasse ، أو الدرجة الثالثة من كرة القدم السورينامية في عام 1946، والتي كانت أول دوري حافي القدمين منظم لاتحاد كرة القدم السورينامي. في الأصل، على الرغم من النجاح المبكر في الرحلة الثالثة لكرة القدم السورينامية، مُنع النادي من الدخول إلى الدرجة الثانية، أو Eerste Klasse لأن الدرجة الثانية تطلب من اللاعبين ارتداء أحذية طويلة. في الموسم التالي، فاز Robinhood بلقب عام 1947 على SV Urania ، وفاز بالعشرات من الأحذية، مما سمح لهم بالمشاركة في Eerste Klasse. اكتسبت الجذور المتواضعة للنادي شعبية كبيرة في منطقة باراماريبو، وسرعان ما طورت قاعدة جماهيرية كبيرة، بالإضافة إلى موضوع Geen strijd و geen kroon والهولندي من أجل "No Fight، No Crown".
واصل النادي الصعود في رحلات كرة القدم السورينامية، ووصل في النهاية إلى Hoofdklasse ، أعلى دوري كرة قدم سورينامي، في عام 1949. بعد ثلاثة متتاليين متتاليين في الفترة من 1950 إلى 1952، فاز النادي بأول لقب لهوفدكلاسي في عام 1953 بعد فوزه على ترانسفال، 5–0. يُذكر أن هذا الانتصار كان بداية لمنافسة مريرة بين Robinhood و Transvaal ، حيث كان الاثنان يتنافسان على لقب النادي الأعلى في سورينام.
منذ أن فاز Robinhood بالترقية إلى موسم 1949 Hoofdklasse ، لم ينزل النادي أبدًا من دوري الدرجة الأولى لكرة القدم السورينامية.
في عام 1952، أصبح Robinhood بطل كرة القدم في سورينام. كان المدير جول جيرسي. خلال فترة تدريب هذا المدرب الماهر للغاية، فاز Robinhood بأربعة ألقاب للدوري في أعلى درجة مع العديد من اللاعبين النجوم بما في ذلك همفري مينالز وتشارلي مارباخ. Robinhood هو النادي الوحيد الذي حصل على العديد من الألقاب بعد اسمه وواحد من أكثر الأندية شهرة في سورينام. في تاريخه الـ 57 توج النادي 22 مرة منها 15 لقبا مع رونالد «رو» كولف كمدرب. كان Robinhood دائمًا أحد الأندية التقدمية في سورينام.
كانوا أول نادٍ (تم افتتاحه في 10 مايو 1953 بينما كان يدير النادي الراحل الطبيب دويلويجت). في 6 فبراير 1980 (عام الوجود الرابع والأربعون) افتتح Robinhood أحدث نادٍ (في ذلك الوقت) في verlengde Gemenelandsweg. كان الرئيس الطبيب البيطري روبي ليو جو. أيضًا في فترة العشر سنوات هذه، فازت Robinhood بلقب الدوري 9 مرات من أصل 10 مرات مهيمنة على كرة القدم في سورينام.

### 1986: الرحلة الثانية إلى أوروبا
في عام 1976، سافر Robinhood إلى أوروبا لأول مرة، وجدول مباريات في هولندا ضد أندية الدوري الهولندي أياكس، وفينورد، وإن إي سي، ودين هاج، وإلينكويك، وإتش إف سي هارلم. أصبح Robinhood أول نادٍ منذ ترانسفال يقوم بالرحلة فوق البركة، حيث أنهى الفريق بانتصارين وتعادلين وخسارتين إجمالاً.

### السبعينيات والثمانينيات
تُرجم نجاح النادي أيضًا في المراحل شبه القارية والقارية، حيث فاز Robinhood بألقاب منطقة البحر الكاريبي عامي 1976 و 1977. في تلك المواسم نفسها، كانوا سيحتلون المركز الثاني في كأس أبطال الكونكاكاف الذي انتهى الآن.
خلال هذا العصر الذهبي، كان أدنى مستوى حققه النادي على الإطلاق في Hoofdklasse هو حصوله على المركز الثالث في عام 1982، والذي قام خلال ذلك الموسم برحلته الثالثة إلى كأس الأبطال، وخسر نهائي 1982 أمام UNAM Pumas المكسيكي 3-2. في المجموع. البطولة اللاحقة، وصلت Robinhood إلى النهائيات بعد فوزها باللقب الكاريبي للعام الثاني على التوالي، بفوزها على بطل دوري كوراساو SUBT ، بنتيجة 4-1 في المجموع. في البطولة، واجه Robinhood أتلانتي المكسيكي حيث خسر 6-1 في مجموع المباراتين.  حتى الآن، سيكون هذا هو الأعمق في بطولة CONCACAF التي يمكن أن تصل إليها Robinhood.
خلال أواخر الثمانينيات من القرن الماضي، لعب Robinhood سلسلة من المباريات الودية ضد عمالقة الدوري الهولندي ، أياكس، حيث كانوا يفوزون بمباراة ويخسرون مباراة فقط بنتيجة 4-3. خلال منتصف الثمانينيات من القرن الماضي، طور النادي بنيته التحتية وأنشأ أكاديمية لتنمية الشباب.
في عام 1986، سافر Robinhood إلى أوروبا مرة أخرى، بعد 10 سنوات من رحلته السابقة، وجدول مباريات في هولندا ضد أندية الدوري الهولندي أياكس، وإكسلسيور، وPEC Zwolle، وHFC Haarlem، وFC Volendam، و Kleurrijk XI (الهولندية، «الملونة XI»)، وهو فريق غير رسمي من المغتربين السوريناميين الذين يعيشون في هولندا. أنهى Robinhood الجولة بفوز واحد وتعادلين وثلاث خسائر عمومًا.

#### نتائج الجولات
|  | {{{فريق1}}} | v | {{{فريق2}}} |  |

|  | {{{فريق1}}} | v | {{{فريق2}}} |  |

|  | {{{فريق1}}} | v | {{{فريق2}}} |  |

|  | {{{فريق1}}} | v | {{{فريق2}}} |  |

|  | {{{فريق1}}} | v | {{{فريق2}}} |  |

|  | {{{فريق1}}} | v | {{{فريق2}}} |  |

### التسعينيات
فاز Robinhood بلقبين آخرين للدوري في هذا العقد في 1993-1994 و 1994-1995 وكانوا أيضًا وصيفي المركز أربع مرات. مع العديد من التغييرات في الفريق بسبب مغادرة اللاعبين إلى هولندا ودول أخرى. اعتمدت Robinhood على الشباب القادمين من خلال النظام، مثل مارسيل ريدوالد ويوهان فورستفيك وريكاردو أنشيز. كانت هذه فترة انتقالية وصخرية لأنصار Binhood الكبار. في الموسم الذي أنهوا فيه المركز الوصيف لفريق الجيش (SNL) وضع روبرت "Muis" Lawrence رقماً قياسياً في تسجيل أهداف Hoofdklasse بلغ ثلاثين هدفاً في موسم واحد، ولا يزال هذا قائماً حتى يومنا هذا.

### عصر لودفيج فان ديك
كانت هذه فترة مختلطة، حيث جاء اللقب الثالث والعشرون في موسم 2004-05 (تحت قيادة المدرب ريكاردو وينتر) والمركز الثاني في ثلاثة مواسم أخرى، لم تكن عودة سيئة. تغيرت كرة القدم كثيرًا في هذا العقد مع ظهور الفرق الأخرى في الصورة، وتم استبدال الفرق التقليدية مثل ليو فيكتور وترانسفال وفوروارتس بأمثال إنتر موينجوتابوي وويكينج بويز. لقد تغير فريق Robinhood كثيرًا في هذه الفترة أيضًا ولكن كان لديه بعض النجوم مثل Gordon Kinsaini و Hesdy Jap A Joe والعملاق في قلب الدفاع مارسيل Reidewald. لقد رحل هؤلاء اللاعبون جميعًا الآن وهو جيل جديد في الملعب، وأرنولد بورليسون هو المدرب وهناك دلائل على أن النادي سيعود إلى المركز المهيمن الذي احتفظ به عبر تاريخه.

## قمة وألوان
شعار SV Robinhood هو شارة دائرية مع سيفين يلتقيان معًا بزاوية منتصبة. على طول الحدود، يقرأ الشعار اسم النادي وسنة التأسيس. فوق سيفي اللقاء كرة قدم.
طوال فترة وجود النادي، كانت الألوان خضراء وحمراء ولمسات من اللون الأبيض تعكس ألوان سورينام الحالية.

## ملعب
طوال فترة وجود الاستاد، لعب SV Robinhood مبارياته على أرضه في ملعب André Kamperveen Stadion الذي يتسع لـ 6000 مقعد. يعد Kamperveen Stadion ، المشترك مع منافسيه Transvaal و Walking Boyz Company ، واحدًا من الملاعب العشبية القليلة في سورينام. قبل بناء ملعب Kamperveen Stadion ، لعب Robinhood مبارياتهم على أرضهم في Flora Stadion الذي أصبح فيما بعد Dr. Ir. ملعب فرانكلين أسيد . أصبح ملعب Essed Stadion لاحقًا هو الملعب الرئيسي لـ Robinhood مرة أخرى، بعد أن هبط الفريق لأول مرة في تاريخ النادي، ليصبح مستأجرًا في Essed Stadion منذ 2014.

## مرتبة الشرف

### محلي
- SVB Topklasse

البطل: (24) 1953، 1954، 1955، 1956، 1958-59، 1964، 1971، 1975، 1976، 1979، 1980، 1981، 1983، 1984، 1985، 1986، 1987، 1988، 1989، 1993-1994، 1994 –95، 2004–05، 2011–12، 2017–18
- بيكر فان سورينام

الأبطال: (7) 1996–97، 1998–99، 2000–01، 2005–06، 2006–07، 2015–16، 2017–18
- كأس رئيس سورينام

البطل: (7) 1994، 1995، 1996، 1999، 2001، 2016، 2018

### كونتيننتال
- كأس أبطال الكونكاكاف

الوصيف: (5) 1972، 1976، 1977، 1982، 1983
- بطولة نادي CFU

الوصيف: (1) 2005
- درع نادي الكاريبي

البطل: (1) 2019

## الأداء في مسابقات الكونكاكاف

### كأس أبطال الكونكاكاف
- كأس أبطال الكونكاكاف 1972

نهائي (المركز الثاني) v.</img> أوليمبيا - 0: 1، 0: 0
- 1974 كأس الكونكاكاف الأبطال

الجولة الأولى (منطقة البحر الكاريبي) v.</img> جونغ كولومبيا - 2: 2، 0: 1
- كأس أبطال الكونكاكاف 1976

الجولة الأولى (منطقة البحر الكاريبي) v.</img> جونغ كولومبيا - 3: 1، 1: 1
الجولة الثانية (منطقة البحر الكاريبي) v.</img> مالفيرن يونايتد - 0: 0، 2: 0
نهائي (المركز الثاني) v.</img> Águila - 1: 5، 2: 3
- 1977 كأس الكونكاكاف الأبطال

الجولة الأولى (منطقة البحر الكاريبي) v.</img> جمعية الشبان المسيحية - 5: 0، 1: 0
الجولة الثانية (منطقة البحر الكاريبي) v.</img> فوروارتس - 1: 0، 1: 0
الجولة الثالثة (منطقة البحر الكاريبي) v.</img> فيوليت - 0: 0، 1: 0
الجولة الرابعة (منطقة البحر الكاريبي) v.</img> TECSA - 0: 0، 1: 0
نهائي (المركز الثاني) v.</img> أمريكا - 0: 1، 1: 1
- 1979 كأس الكونكاكاف الأبطال

الجولة الثالثة (منطقة البحر الكاريبي) v.</img> تيسورو بالو سيكو - 2: 0، 1: 0
الجولة الرابعة (منطقة البحر الكاريبي) v.</img> جونغ كولومبيا - 0: 0، 0: 1
- 1980 كأس الكونكاكاف الأبطال

الجولة الأولى (منطقة البحر الكاريبي) v.</img> SUBT - 1: 2، 4: 0
الجولة الثانية (منطقة البحر الكاريبي) v.</img> قوة الدفاع - :، :
الجولة الثالثة (منطقة البحر الكاريبي) v.</img> ترانسفال - :، :
الثلاثي النهائي v.</img> بوماس UNAM - 0: 2
النهائي الثلاثي (المركز الثالث) v.</img> يونيفرسيداد - 1: 1
- 1983 كأس الكونكاكاف الأبطال

الجولة الأولى (منطقة البحر الكاريبي) v.</img> قوة الدفاع - 1: 0، 2: 1
الجولة الثانية (منطقة البحر الكاريبي) v.</img> داكوتا - 5: 1، 0: 0
الجولة الثالثة (منطقة البحر الكاريبي) v.</img> SUBT - 2: 1، 2: 0
نهائي (المركز الثاني) v.</img> أتلانتي - 1: 1، 0: 5
- كأس أبطال الكونكاكاف 1986

الجولة الأولى (منطقة جنوب البحر الكاريبي) v.</img> يوفنتوس - 5: 0، 4: 0
الجولة الأولى (منطقة جنوب البحر الكاريبي) v.</img> ترانسفال - 2: 2، 0: 1
- كأس أبطال الكونكاكاف 1988

الجولة الأولى (منطقة البحر الكاريبي) v.</img> أساسيات - :، :
الجولة الثانية (منطقة البحر الكاريبي) v.</img> زينيث - 1: 3، 4: 0
نصف النهائي v.</img> قوة الدفاع - 0: 0، 0: 2
- 1990 كأس الكونكاكاف الأبطال

الجولة الأولى (منطقة البحر الكاريبي) v.</img> ترانسفال - 0: 0، 1: 2
- 1992 كأس الكونكاكاف الأبطال

الجولة الأولى (منطقة البحر الكاريبي) v.</img> ASC لو جيلدار - 0: 1، 2: 0
الجولة الثانية (منطقة البحر الكاريبي) v.</img> ميارو يونايتد - 2: 0، 0: 1
الجولة الثالثة (منطقة البحر الكاريبي) v.</img> ليتوال دو مورن-آ-لو - 1: 3، 3: 0
نصف النهائي v.</img> أمريكا - 0: 7
- 1993 كأس الكونكاكاف الأبطال

الجولة الأولى (منطقة البحر الكاريبي) v.</img> نادي المستعمرة - 0: 1، 2: 0
الجولة الثانية (منطقة البحر الكاريبي) v.</img> سيثوك - 1: 2، 3: 0
الجولة الثالثة (منطقة البحر الكاريبي) v.</img> ترينتوك - 1: 0، 0: 0
الجولة الرابعة (منطقة البحر الكاريبي) v.</img> إيجلون دو لامينتين - 0: 1، 3: 1
البطولة النهائية v.</img> البلدية - 0: 3
البطولة النهائية v.</img> ليون - 0: 4
البطولة النهائية v.</img> سابريسا - 1:9
- كأس أبطال الكونكاكاف 1994

الجولة التمهيدية (منطقة البحر الكاريبي) v.</img> RCA - 1: 2، 7: 0
الجولة الأولى (منطقة البحر الكاريبي) v.</img> ليو فيكتور - 1: 0، 2: 4
- كأس الكؤوس الأوروبية CONCACAF : ظهور واحد

1996 - مرحلة التصفيات (منطقة البحر الكاريبي)

### بطولة نادي CFU
- 2000 بطولة نادي كفو

الجولة الأولى v.</img> سيثوك - 2: 2
الجولة الأولى v.</img> جو بابليك - 0: 5
الجولة الأولى v.</img> مفجر هارلم - 5: 2
- 2003 بطولة نادي CFU

انسحب
- بطولة نادي CFU 2005

الجولة الأولى v.</img> بريتانيا - 2: 1، 2: 0
ربع النهائي v.</img> نورث ايست ستارز - :، :
نصف النهائي v.</img> الشمالية المتحدة - 3: 1، 4: 2
نهائي (المركز الثاني) v.</img> بورتمور يونايتد - 2: 1، 0: 4

### درع نادي الكاريبي
- 2019 درع نادي الكاريبي

مرحلة المجموعات v.</img> نادي الفرنسيسكان - 1: 3
مرحلة المجموعات v.</img> داكوتا - 4: 1
ربع النهائي v.</img> نجوم القرية - 1: 1
نصف النهائي v.</img> ويموث ويلز - 3: 0
نهائي</img> نادي الفرنسيسكان - 1: 0
تصفيات دوري الكونكاكاف 2019
الخامس. أمل حقيقي</img> - 1: 1

### دوري الكونكاكاف
- 2019 دوري الكونكاكاف

الجولة التمهيدية: v.</img> AS كابواز - 0: 0، 1: 1 (أ)
دور الـ 16: v.</img> انديبندينتي - 1: 1، 1: 2